# 穆谢斯
穆谢斯（法語：Mouchès，法語發音：[muʃɛs]）是法国热尔省的一个市镇，属于米朗德区。

## 地理
穆谢斯（43°33'29"N, 0°24'45"E）面积3.07 平方千米，位于法国奧克西塔尼大區热尔省，该省份为法国西南部内陆省份，北起顺时针与洛特-加龙省、塔恩-加龙省、上加龙省、上比利牛斯省、大西洋比利牛斯省和朗德省接壤。
与穆谢斯接壤的市镇（或旧市镇、城区）包括：埃斯蒂普伊、利勒德诺埃、拉马泽尔、米拉蒙达斯塔拉克、米朗德。

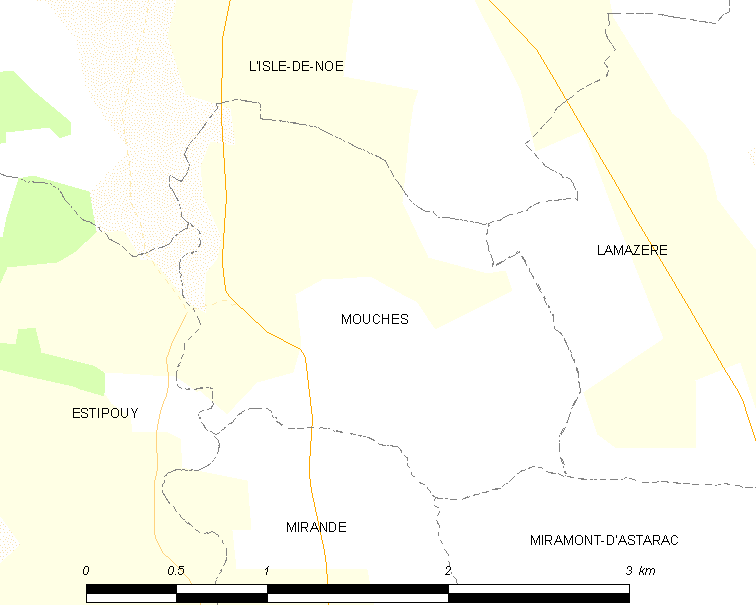
穆谢斯的OSM定位图

穆谢斯的时区为UTC+01:00、UTC+02:00（夏令时）。

## 行政
穆谢斯的邮政编码为32300，INSEE市镇编码为32293。

## 政治
穆谢斯所属的省级选区为帕尔迪亚克-下河县。

## 人口

1962-2008年间穆谢斯人口变化图示

穆谢斯于2022年1月1日时的人口数量为79人。